# Collezione Verzocchi

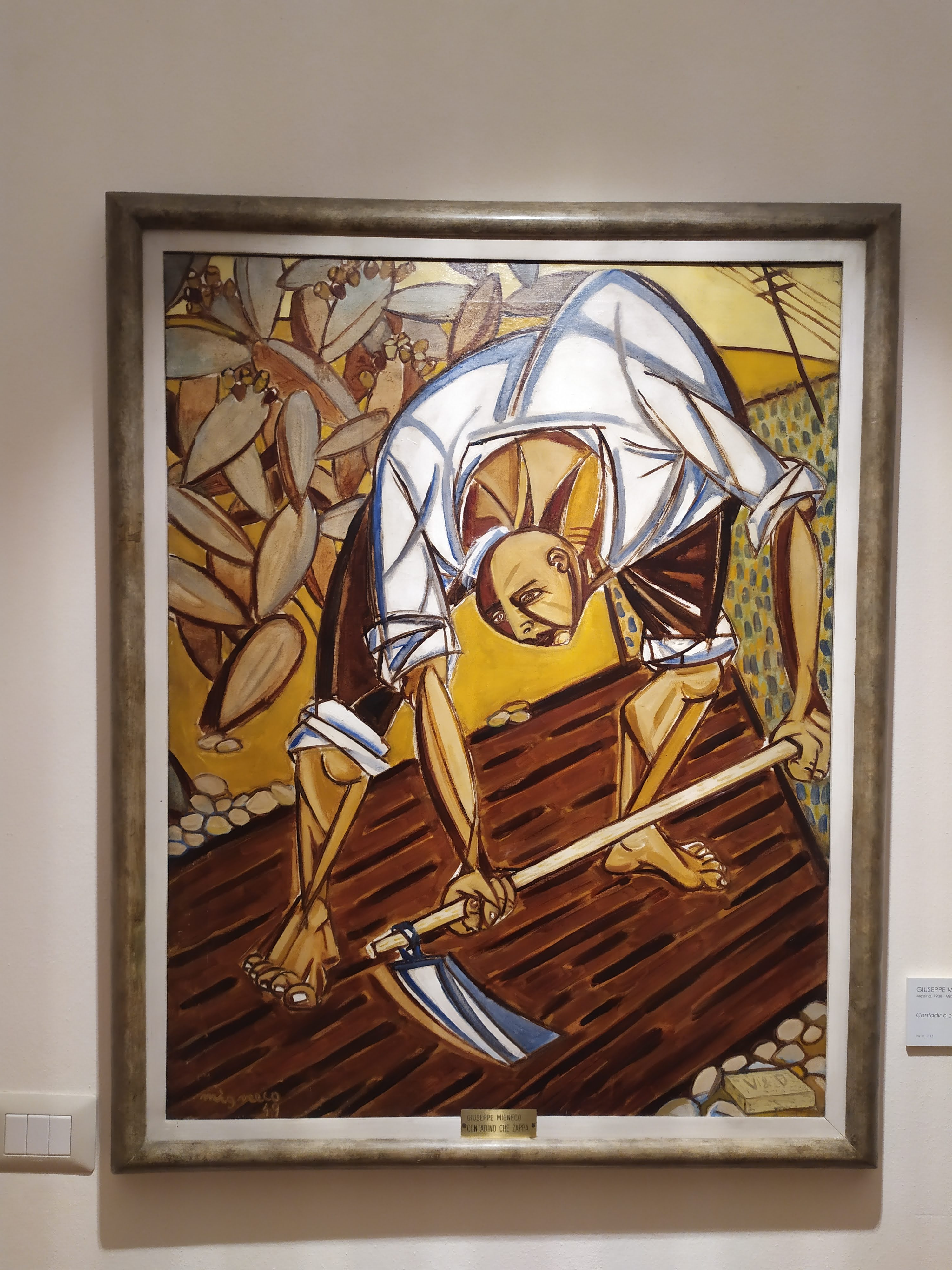
Giuseppe Migneco, Contadino che zappa, 1949

La collezione Verzocchi, o Galleria Verzocchi - Il lavoro nella pittura contemporanea, è una raccolta di quadri collocata in Palazzo Romagnoli, a pochi passi dai Musei di San Domenico. Il palazzo costituisce la sede espositiva di buona parte delle opere d'arte del Novecento di proprietà comunale, tra le quali varie sculture di Adolfo Wildt.

## Storia
L'imprenditore Giuseppe Verzocchi, volendo unire l'arte contemporanea e l'industria, chiese, ottenendone l'adesione, tra il 1949 e il 1950, ad oltre settanta pittori italiani contemporanei un'opera di dimensioni prefissate (70/100) sul tema del lavoro ed un autoritratto, al prezzo di 100.000 lire per quadro, insieme ad una promessa di esposizione pubblica. Tra i pittori che accettarono vi furono Giorgio De Chirico, Renato Guttuso, Felice Casorati, Carlo Carrà, Emilio Vedova e Mario Mafai.
L'appartenenza di ogni quadro alla collezione Verzocchi è resa manifesta dalla presenza, in ognuno, di un mattoncino con la sigla "V & D", marchio dell'impresa del Verzocchi, che aveva già dato origine al catalogo artistico "Veni VD Vici".

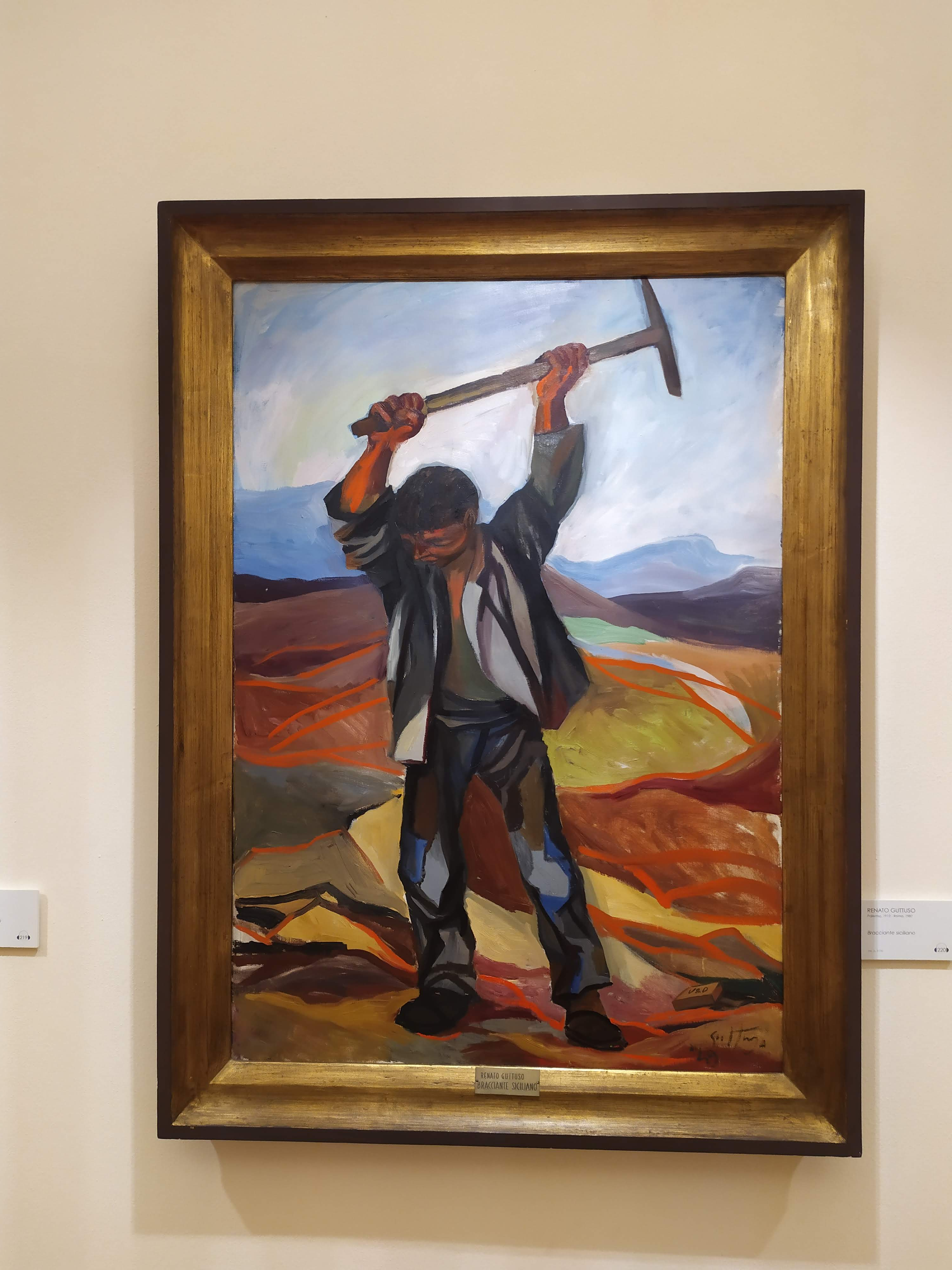
Renato Guttuso, Bracciante siciliano, 1949

La collezione fu presentata per la prima volta alla Biennale di Venezia nel 1950, in seguito Verzocchi ne fece dono al comune di Forlì il primo maggio 1961.

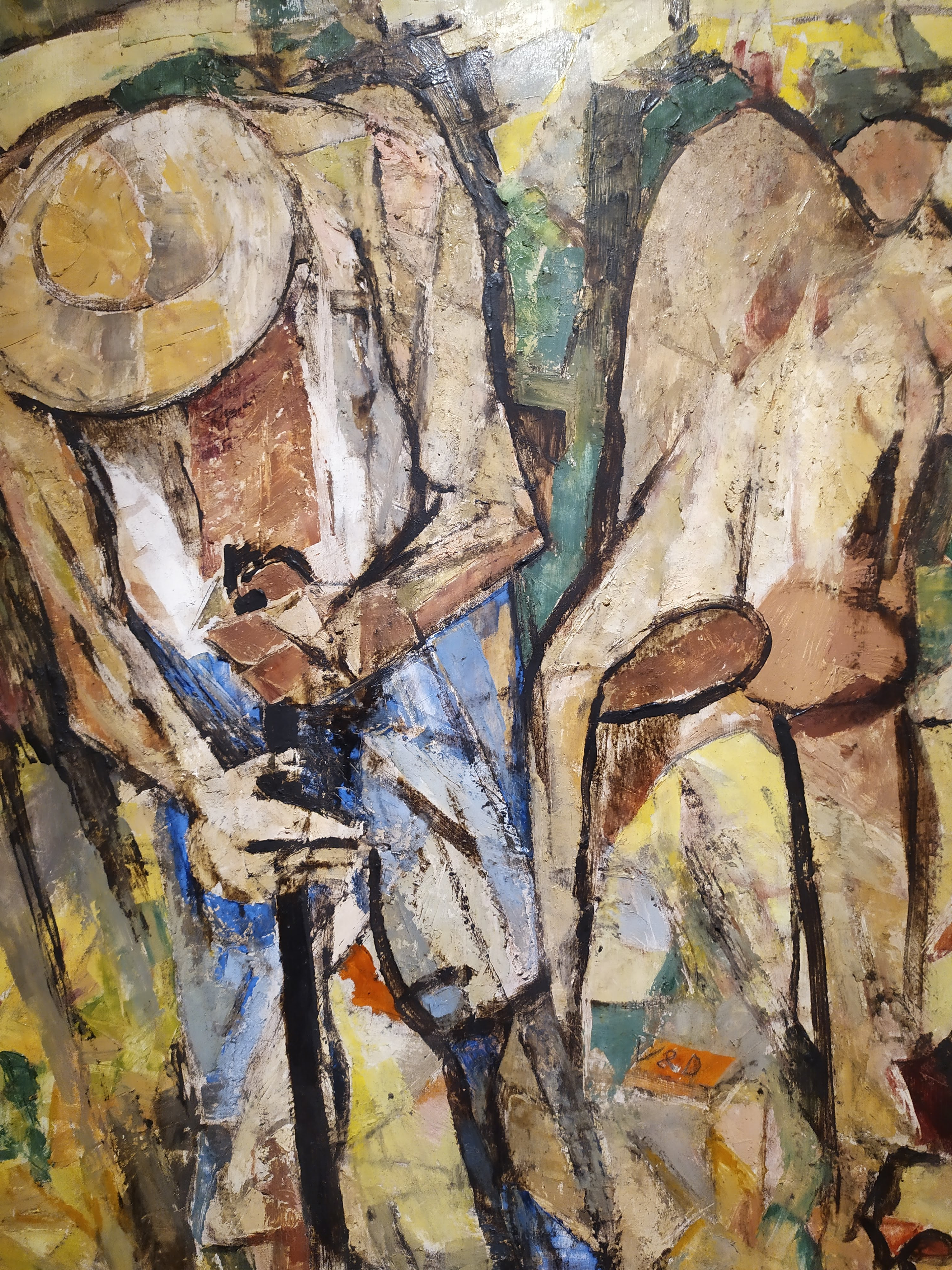
Fausto Pirandello, I vangatori, 1949

Nell'occasione dell'esposizione della collezione alla Triennale di Milano nel 1986, ventuno quadri vennero rubati, ma furono ritrovati rapidamente. Due di questi furono tuttavia distrutti durante le operazioni di recupero.
L'esposizione a Roma, nei mesi di maggio e giugno 2004, diede luogo alla pubblicazione di un catalogo.
Precedentemente conservata presso la pinacoteca civica di Forlì, la collezione è in seguito stata collocata a Palazzo Romagnoli.

## Opere
La collezione Verzocchi comprende, oltre agli autoritratti di ogni autore:
- Afro, Tenaglia e camera oscura
- Amerigo Bartoli Natinguerra, L'impiegato
- Luigi Bartolini, Le mietitrici
- Aldo Bergamini, Pittrice di ceramiche
- Ugo Bernasconi, Vangatori
- Renato Birolli, Il porto di Nantes
- Marcello Boccacci, La stiratrice
- Leonardo Borgese, Indossatrici
- Pompeo Borra, Compagni di lavoro
- Giovanni Brancaccio, Pescatori di fondo
- Gastone Breddo, Il ciabattino
- Anselmo Bucci, Il ponte sul Metauro
- Guido Cadorin, Pittori di barche
- Corrado Cagli, Il vasaio
- Massimo Campigli, L'architrave
- Domenico Cantatore, Cucitrice
- Giuseppe Capogrossi, Lavoro
- Felice Carena, Lo scultore
- Aldo Carpi, Studio del pittore
- Carlo Carrà, Costruttori
- Felice Casorati, Mani, oggetti, testa...
- Bruno Cassinari, Pescatori del porto di Antibes
- Primo Conti, Giardiniere
- Antonio Corpora, I lavoratori del mare
- Giorgio De Chirico, Forgia di Vulcano
- Raffaele De Grada, Massaie al lavoro
- Fortunato Depero, Tornio e telaio
- Filippo de Pisis, Piccolo fabbro
- Francesco De Rocchi, Semina di primavera
- Antonio Donghi, Carico di fascine
- Cesare Fratino, La pressa idraulica
- Achille Funi, Lo scultore
- Bepi Galletti, Allieve di pittura
- Luciano Gaspari, Merlettaia di Burano
- Romano Gazzera, I pionieri[4]
- Virgilio Guidi, Il lavoro del metallo
- Renato Guttuso, Bracciante siciliano
- Mino Maccari, Scuola di pittura
- Mario Mafai, Gli scaricatori di carbone
- Concetto Maugeri, Ricostruzione
- Francesco Menzio, Nello studio
- Giuseppe Migneco, Contadino che zappa
- Cesare Monti, Ai campi
- Enzo Morelli, La strada nuova
- Mattia Moreni, La fucina
- Ennio Morlotti, Riparatrici di reti
- Marco Novati, "El remer" (Il fabbricante di remi)
- Giuseppe Novello, Ricamatrice
- Cipriano Efisio Oppo, La fiorista
- Carlo Parmeggiani, Il santo lavoro
- Fausto Pirandello, I vangatori
- Armando Pizzinato, I costruttori di forni
- Enrico Prampolini, Il lavoro del tempo (Ritmi geologici)
- Ottone Rosai, I muratori
- Bruno Saetti, La mondina
- Alberto Salietti, La vendemmia
- Aldo Salvadori, La modella
- Giuseppe Santomaso, Piccola vetreria
- Aligi Sassu, Il campo arato
- Pio Semeghini, Piccola merlettaia
- Gino Severini, Simboli del lavoro
- Mario Sironi, Il lavoro
- Ardengo Soffici, La vangatura
- Orfeo Tamburi, La fornace
- Fiorenzo Tomea, Il raccolto dell'orzo
- Arturo Tosi, Terre arate
- Giulio Turcato, Gli scaricatori
- Gianni Vagnetti, Il lavoro del pittore
- Italo Valenti, Le locomotive
- Emilio Vedova, Interno di fabbrica
- Mario Vellani Marchi, Piccole merlettaie buranelle
- Umberto Vittorini, Donna che lavora